# 下圣劳伦斯区

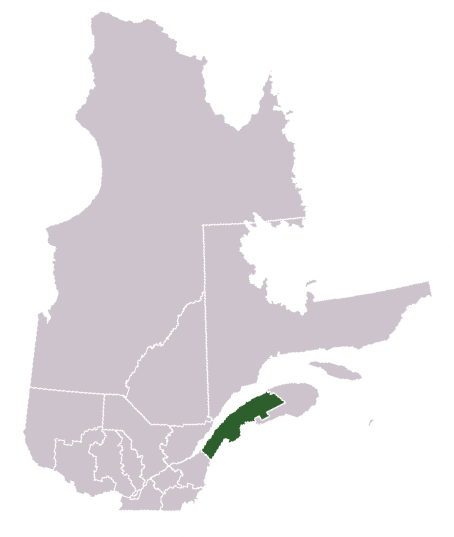
下圣劳伦斯区位置

下圣劳伦斯区（法語：Bas-Saint-Laurent）是加拿大魁北克省的一个行政区，位于圣劳伦斯河南岸。总面积22,232.11 km² (8,583.87 sq mi)，总人口200,653 (2006年)。

## 行政区划
下圣劳伦斯区辖有8个县，2个印第安保留地。
- 县
  - 马塔纳县 (Matane)
  - 莱巴斯克县 (Les Basques)
  - Kamouraska县
  - La Matapédia县
- 印第安保留地
  - Whitworth
  - Cacouna印第安保留地